# Tapinoma luridum
Tapinoma luridum este o specie de furnică din genul Tapinoma. Descrisâ de Emery în 1908, specia este endemică în Republica Democrată Congo și Guineea.